# Culicoides nunomemoguri
Culicoides nunomemoguri är en tvåvingeart som beskrevs av Kitaoka 1980. Culicoides nunomemoguri ingår i släktet Culicoides och familjen svidknott. Inga underarter finns listade i Catalogue of Life.